# Bezdědice (Bělá pod Bezdězem)
Bezdědice (německy Klein Bösig) jsou vesnice, část města Bělá pod Bezdězem v okrese Mladá Boleslav. Nachází se 7,9 kilometrů západně od Bělé pod Bezdězem.

## Historie
První písemná zmínka o vesnici pochází z roku 1337. Tragické následky měl pro obec i kostel požár, k němuž došlo 7. června 1859. Z obce zůstalo jen 14 domů; škola, fara i kostel byly spáleny, přičemž veškerá kostelní akta a také obecní archiv se starými pozemkovými knihami byly požárem zničeny.
V letech 1869–1979 byla samostatnou obcí, od 1. ledna 1980 do 31. prosince 1985 byla vesnice součástí obce Březovice a od 1. ledna 1986 se stala součástí města Bělá pod Bezdězem.

## Obyvatelstvo
| Rok            | 1869 | 1880 | 1890 | 1900 | 1910 | 1921 | 1930 | 1950 | 1961 | 1970 | 1980 | 1991 | 2001 | 2011 | 2021 |
| -------------- | ---- | ---- | ---- | ---- | ---- | ---- | ---- | ---- | ---- | ---- | ---- | ---- | ---- | ---- | ---- |
| Počet obyvatel | 232  | 219  | 176  | 205  | 180  | 199  | 213  | 127  | 131  | 103  | 76   | 41   | 52   | 52   | 78   |
| Počet domů     | 35   | 35   | 37   | 36   | 36   | 36   | 37   | 39   | 34   | 27   | 24   | 34   | 34   | 33   | 42   |

## Památky
- Novormánský kostel svatého Václava z let 1867–1870
- Fara
- Domy z 19. století

## Osobnosti
- Josef Khýn (1918–1993), sklářský výtvarník, učitel a později ředitel na Střední uměleckoprůmyslové škole sklářské v Kamenickém Šenově

## Galerie

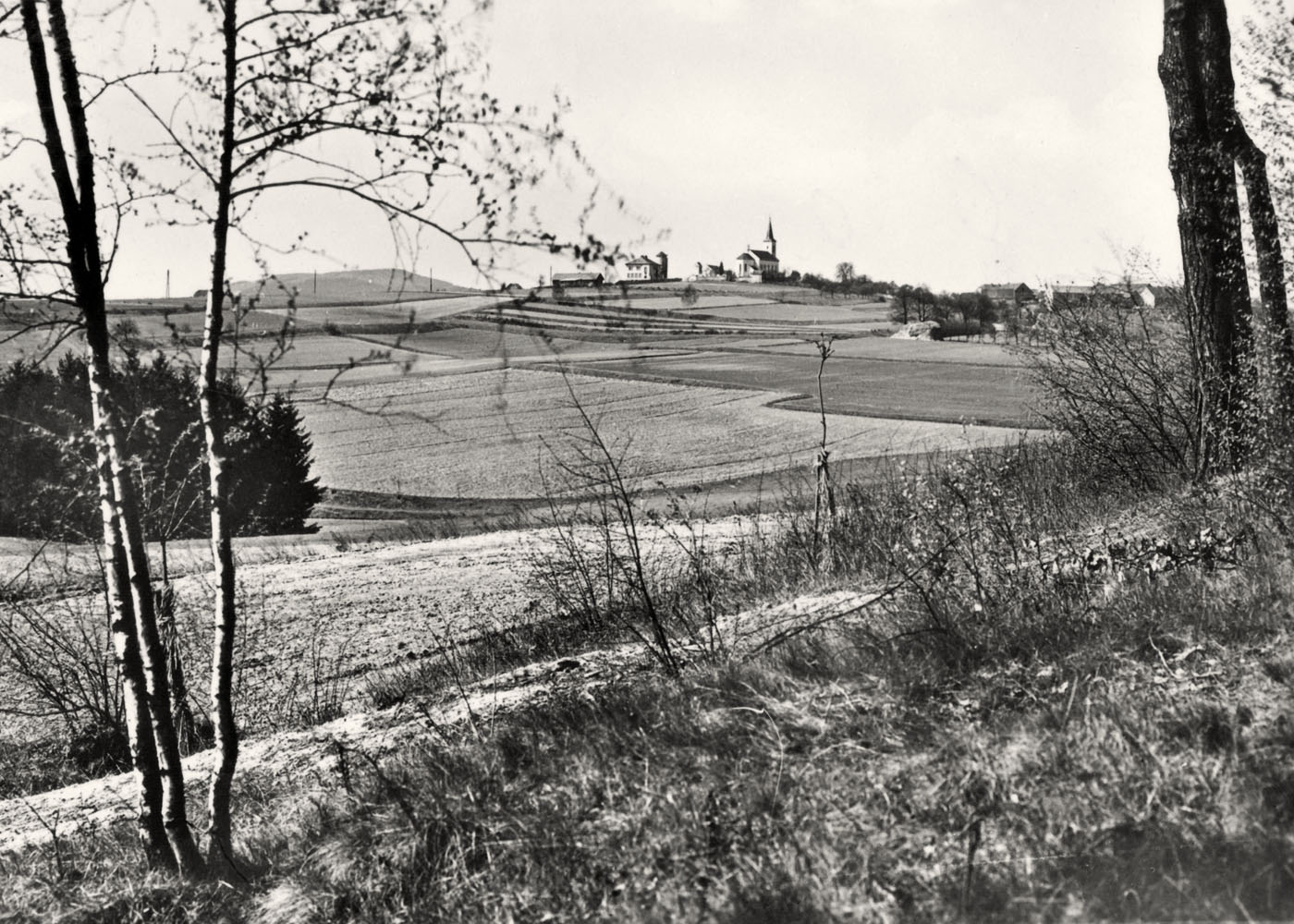
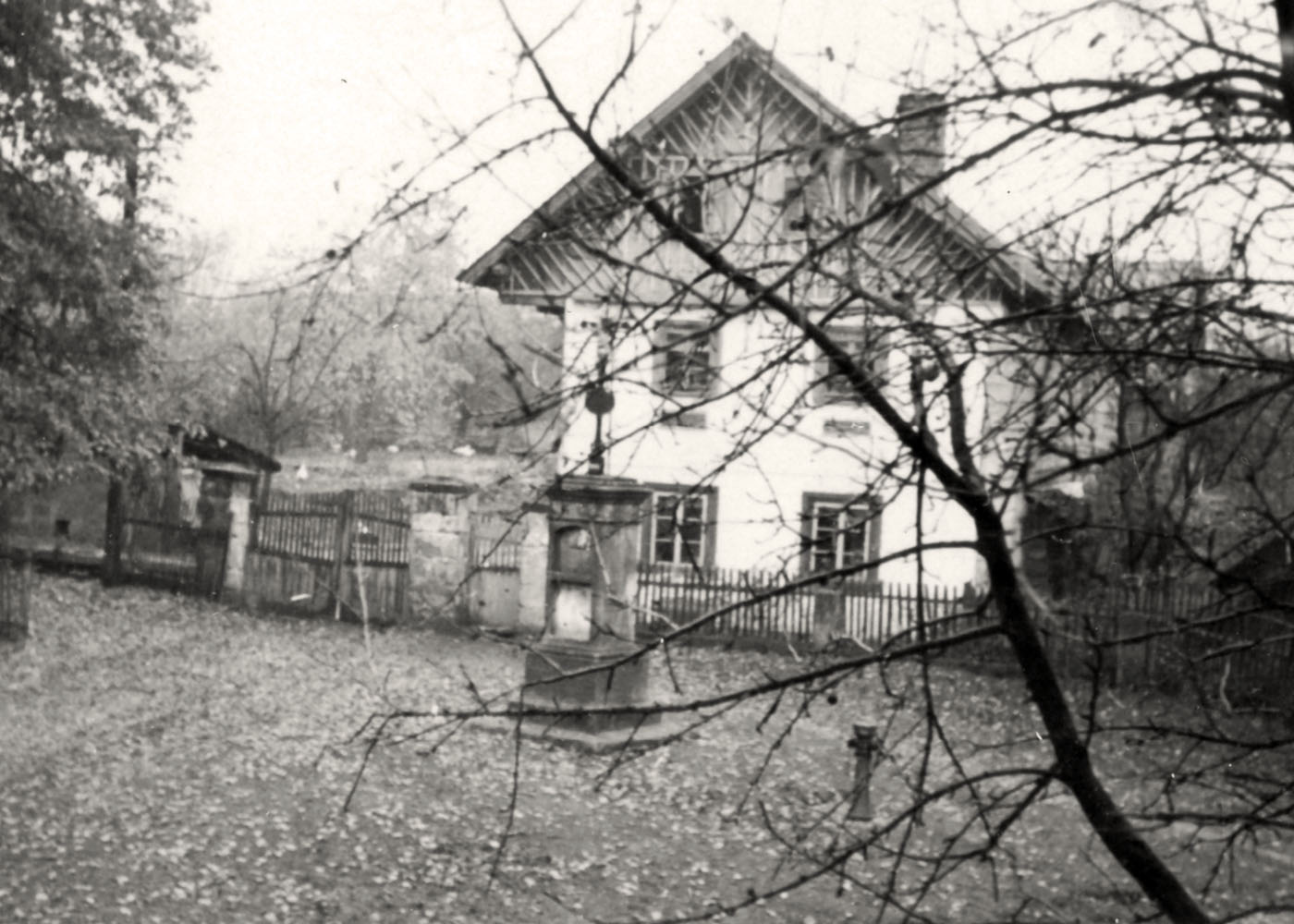